# Dia da República (Índia)
Dia da República é um feriado nacional na Índia. Ele honra a data em que a Constituição da Índia entrou em vigor em 26 de janeiro de 1950, substituindo a Lei do Governo da Índia (1935) como o documento de governo da Índia e, assim, transformando a nação em uma república recém-formada.
A Constituição foi adotada pela Assembléia Constituinte da Índia em 26 de novembro de 1949 e entrou em vigor em 26 de janeiro de 1950 com um sistema de governo democrático, completando a transição do país para se tornar uma república independente. O dia 26 de janeiro foi escolhido como a data do dia da República, porque era nesse dia de 1929 quando a Declaração de Independência da Índia ( Purna Swaraj ) foi proclamada pelo Congresso Nacional Indiano, em oposição ao status de Domínio oferecido pelo Regime Britânico.

## História da República
A Índia alcançou a independência do Raj britânico em 15 de agosto de 1947, após o movimento de independência da Índia. A independência veio através da Lei da Independência da Índia de 1947 (10 e 11 Geo 6 c 30), uma Lei do Parlamento do Reino Unido que dividiu a Índia britânica nos dois novos Domínios independentes da Commonwealth Britânica (mais tarde Commonwealth of Nations). A Índia obteve sua independência em 15 de agosto de 1947 como monarquia constitucional, com George VI como chefe de estado e o Earl Mountbatten como governador geral. O país, no entanto, ainda não tinha uma constituição permanente; em vez disso, suas leis foram baseadas no ato colonial modificado do Governo da Índia de 1935. Em 29 de agosto de 1947, uma resolução foi proposta para a nomeação da Comissão de Redação, que foi designada para redigir uma constituição permanente, tendo o Dr. BR Ambedkar como presidente. Enquanto o Dia da Independência da Índia celebra sua liberdade do domínio britânico, o Dia da República comemora a entrada em vigor de sua constituição. Um projeto de constituição foi preparado pelo comitê e submetido à Assembléia Constituinte em 4 de novembro de 1947. A Assembléia se reuniu, em sessões abertas ao público, por 166 dias, distribuídos por um período de dois anos, 11 meses e 18 dias antes da adoção da Constituição. Após muitas deliberações e algumas modificações, os 308 membros da Assembleia assinaram duas cópias manuscritas do documento (uma em hindi e em inglês) em 24 de janeiro de 1950. Dois dias depois, em 26 de janeiro de 1950, entrou em vigor em toda a nação. Nesse dia, o Dr. Rajendra Prasad iniciou seu primeiro mandato como Presidente da União Indiana. A Assembléia Constituinte tornou-se o Parlamento da Índia sob as disposições transitórias da nova Constituição.  

## Celebrações

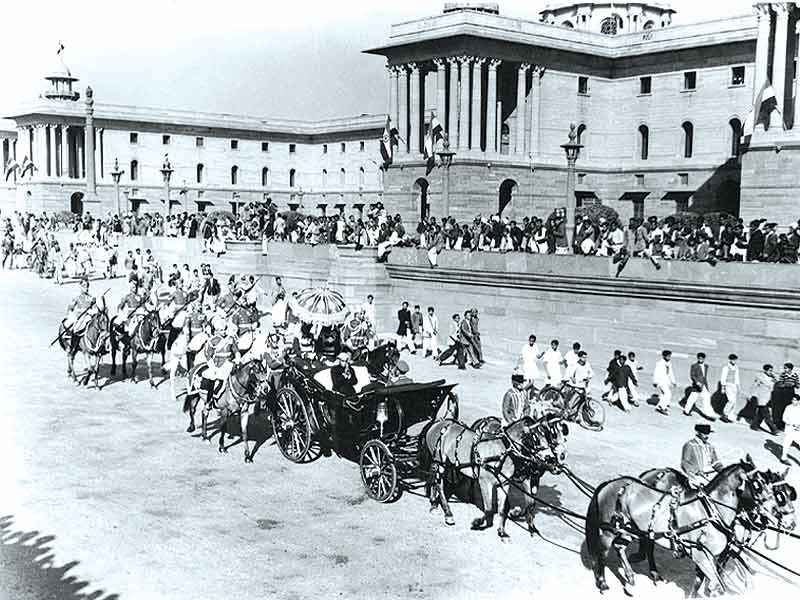
O presidente Rajendra Prasad (na carruagem) se prepara para participar da primeira parada do Dia da República em Rajpath, Nova Délhi, em 1950.

A principal celebração do Dia da República é realizada na capital nacional, Nova Délhi, no Rajpath, diante do Presidente da Índia. Neste dia, desfiles cerimoniais acontecem no Rajpath, que são realizados como uma homenagem à Índia; sua unidade na diversidade e rico patrimônio cultural.

### Desfile do dia da república de Deli
O desfile do Dia da República de Délhi é realizado na capital, Nova Délhi e é organizado pelo Ministério da Defesa. Partindo dos portões de Rashtrapati Bhavan (a residência do Presidente), Raisina Hill, em Rajpath, passando pelo Portão da Índia, este evento é a principal atração das comemorações do Dia da República da Índia e dura três dias. O desfile mostra a capacidade de defesa, o patrimônio cultural e social da Índia.
Nove a doze regimentos diferentes do exército indiano, além da Marinha, e a Força Aérea, com suas bandas, marcha em todas as suas decorações e ornamentos oficiais. O Presidente da Índia, comandante em chefe das Forças Armadas da Índia, faz a saudação. Doze contingentes de várias forças para-militares da Índia e forças policiais também participam desse desfile.

### Batida Retiro
A cerimônia do Retiro Batido é realizada depois de denotar oficialmente o fim das festividades do Dia da República. É realizado na noite de 29 de janeiro, o terceiro dia após o dia da República. É realizada pelas bandas das três alas das forças armadas, o exército indiano, a marinha indiana e a força aérea indiana. O local é Raisina Hill e uma praça adjacente, Vijay Chowk, ladeada pelo bloco norte e sul do Rashtrapati Bhavan (Palácio do Presidente) no final de Rajpath.
O convidado principal da função é o presidente da Índia, que chega escoltado pelo (PBG), uma unidade de cavalaria. Quando o presidente chega, o comandante do PBG pede à unidade que faça a Saudação Nacional, seguida pelo jogo do Hino Nacional Indiano, Jana Gana Mana, pelo Exército. O Exército desenvolve a cerimônia de exibição pelas bandas reunidas em que bandas militares, bandas de cachimbo e tambor, corneteiros e trompetistas de vários regimentos do exército, além de bandas da Marinha e da Força Aérea, que tocam músicas populares como Abide With Me, Mahatma Gandhi ' s hino favorito, e Saare Jahan Se Achcha no final.

### Distribuição de prêmios
Na véspera do Dia da República, o Presidente da Índia distribui os prêmios Padma aos civis da Índia todos os anos. Estes são os segundos maiores prêmios civis da Índia, depois de Bharat Ratna. Esses prêmios são dados em três categorias, viz. Padma Vibhushan, Padma Bhushan e Padma Shri, em ordem decrescente de importânciaː
- Padma Vibhushan pelo "serviço excepcional e diferenciado". Padma Vibhushan é o segundo maior prêmio civil da Índia;
- Padma Bhushan por "serviço diferenciado de alto nível". Padma Bhushan é o terceiro maior prêmio civil da Índia;
- Padma Shri por "serviço diferenciado". Padma Shri é o quarto maior prêmio civil da Índia.

Embora sejam honras nacionais, os prêmios Padma não incluem subsídios em dinheiro, benefícios ou concessões especiais em viagens ferroviárias / aéreas. De acordo com uma sentença de dezembro de 1995 da Suprema Corte da Índia, nenhum título ou honorífico está associado ao Bharat Ratna ou a qualquer dos prêmios Padma; Os homenageados não podem usá-los ou suas iniciais como sufixos, prefixos ou pré e pós-nominais anexados ao nome do premiado. Isso inclui qualquer uso em papéis timbrados, convites, pôsteres, livros etc. No caso de qualquer uso indevido, o premiado perderá o prêmio e será advertido contra qualquer uso indevido ao receber a honra.
A decoração compreende um sanad (certificado) emitido sob a mão e o selo do presidente e um medalhão. Os destinatários também recebem uma réplica do medalhão, que eles podem usar durante quaisquer funções cerimoniais / Estado etc., se assim o desejarem. Um folheto comemorativo com detalhes breves sobre cada vencedor do prêmio também é divulgado no dia da cerimônia de posse. 

## Galeria

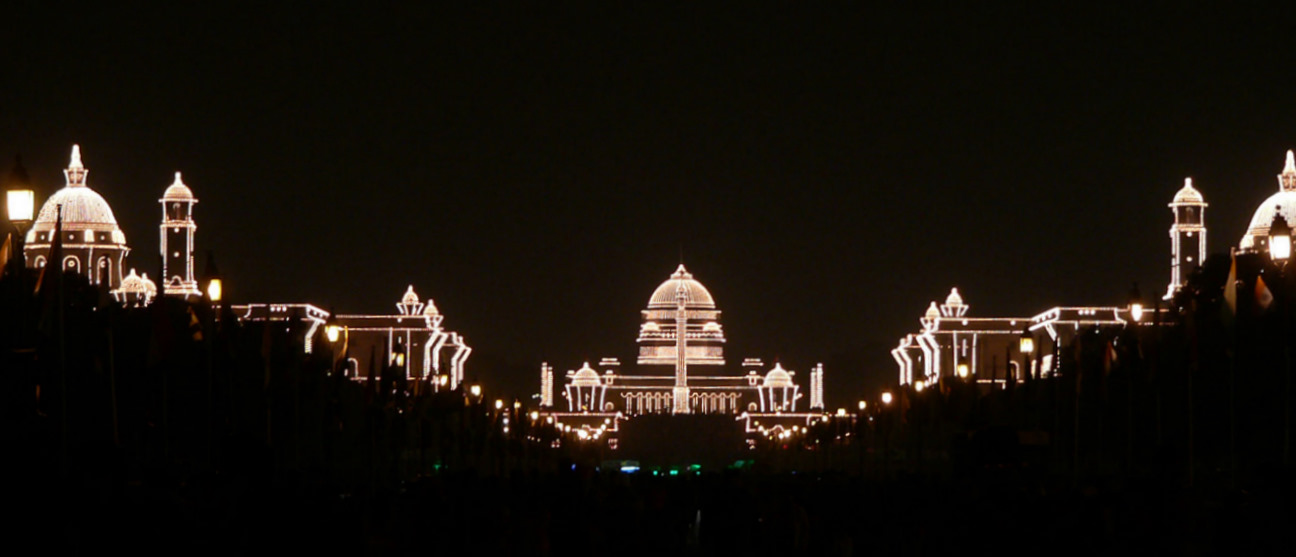
Edifícios em Raisina Hill, incluindo Rashtrapati Bhavan, iluminados durante o Dia da República de 2008.
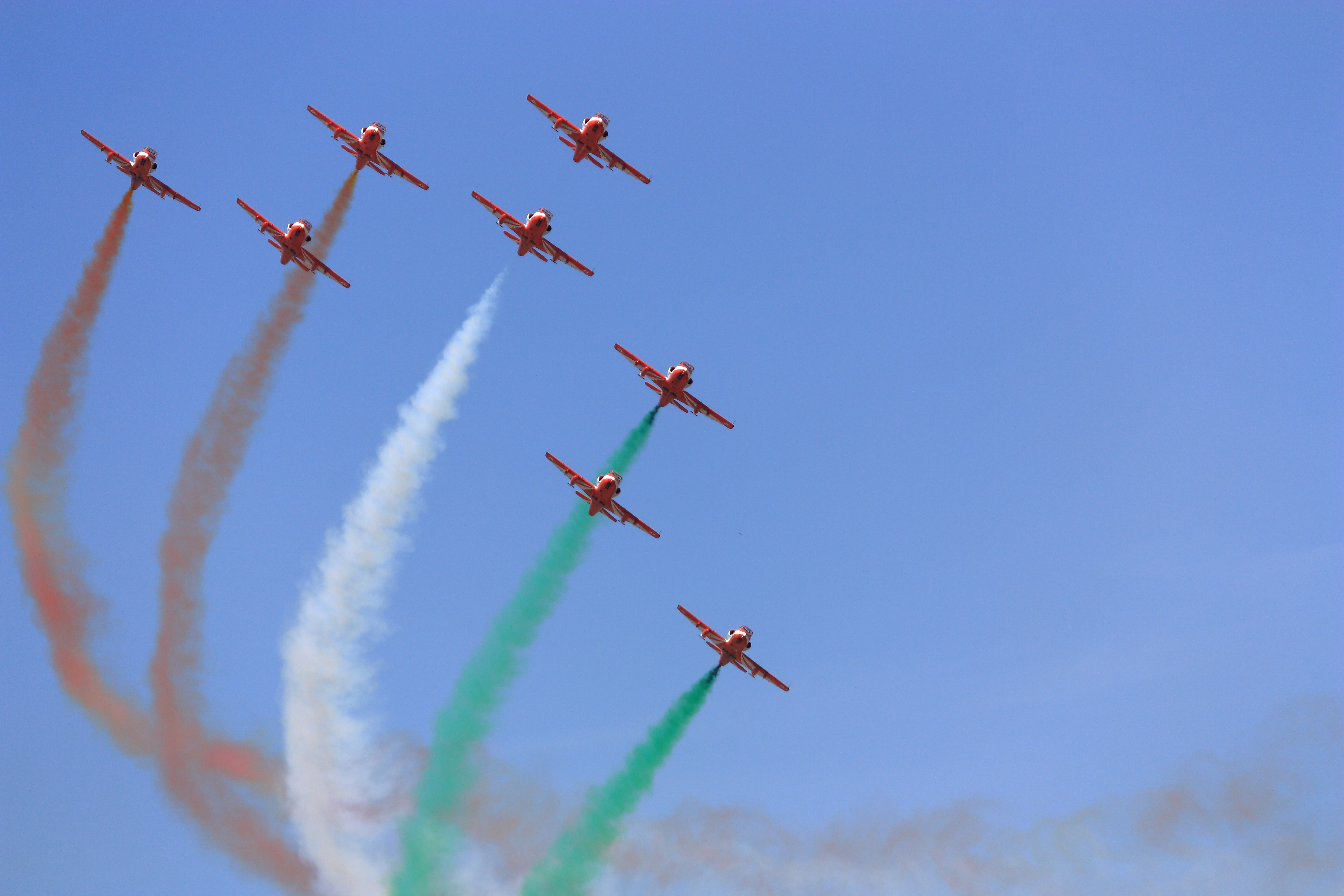
Surya Kiran Aerobatics Team exibindo tricolor.
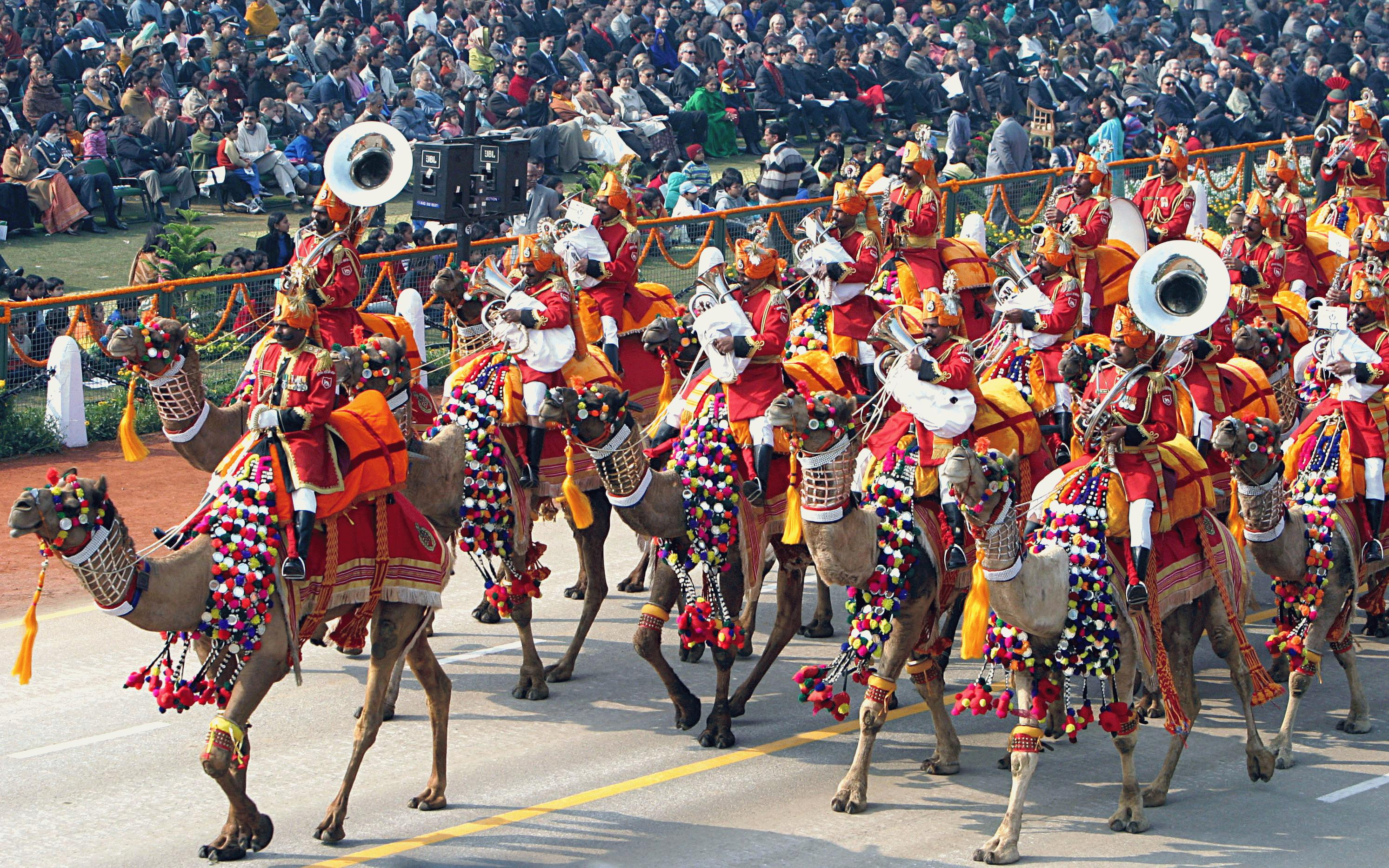
Pessoal da Força de Segurança Fronteiriça no Dia da República.

## Desfile do Dia da República convidado principal

Países convidados como convidados principais para o desfile do Dia da República. A Iugoslávia (duas vezes convidada) não foi retratada no mapa.

Desde 1950, a Índia recebe o chefe de estado ou governo de outro país como convidado de honra do estado para as comemorações do Dia da República em Nova Délhi. Durante 1950-1954, as comemorações do Dia da República foram organizadas em diferentes locais (como Irwin Stadium, Kingsway, Red Fort e Ramlila Grounds). Foi apenas a partir de 1955, quando o desfile em sua forma atual foi organizado em Rajpath. O país convidado é escolhido após uma deliberação de interesses estratégicos, econômicos e políticos. Durante as décadas de 1950 a 1970, vários países do NAM e do Bloco Oriental foram hospedados pela Índia. Em 1968 e 1974, a Índia recebeu dois países no mesmo dia da república.
Por região, os convites são divididos da seguinte maneira:
| Região                              | Convites | Países |
| ----------------------------------- | -------- | --- |
| Ásia Central e do Sul               | 14       | Afeganistão, Butão (4 vezes), Cazaquistão, Maldivas, Myanmar, Nepal (duas vezes), Paquistão (duas vezes), Sri Lanka (duas vezes)                                                              |
| Leste e Sudeste Asiático            | 19       | Brunei, Camboja (duas vezes), China, Indonésia (três vezes), Japão (duas vezes), Laos, Malásia, Filipinas, Cingapura (duas vezes), Coreia do Sul, Tailândia (duas vezes), Vietnã (duas vezes) |
| Ásia Ocidental e África Saariana    | 4        | Argélia, Irã, Arábia Saudita, Emirados Árabes Unidos |
| África Ocidental                    | 2        | Nigéria (duas vezes) |
| África Central e Austral            | 3        | República Democrática do Congo, África do Sul (duas vezes) |
| este de África                      | 5        | Maurícia (três vezes), Tanzânia, Zâmbia |
| Europa Oriental                     | 8        | Bulgária, Polônia, Iugoslávia (duas vezes), URSS / Rússia (4 vezes) |
| Europa Ocidental e América do Norte | 17       | Bélgica, Dinamarca, França (5 vezes), Grécia, Irlanda, Portugal, Espanha, Reino Unido (5 vezes), EUA (uma vez)                                                                                |
| América Latina e Caribe             | 2        | México, Trinidad e Tobago |
| América do Sul                      | 5        | Argentina, Brasil (três vezes), Peru |
| Oceânia                             | 1        | Austrália |